# Breguet 14
El Breguet 14 era un bombardero ligero biplano francés (fue usado también como avión de reconocimiento) de la Primera Guerra Mundial. Fue construido en grandes cantidades y la producción continuó por muchos años tras el fin de la guerra. Además de su amplio uso, fue notorio por ser el primer avión producido en masa en utilizar mayores cantidades de metal que de madera en su estructura. Esto le permitía a su estructura aérea ser más ligera que una construida en madera de la misma fortaleza. Esto hacía a la aeronave ser más rápida y ágil, capaz de sobrepasar en velocidad a otros cazas contemporáneos. Su fuerte construcción le permitía soportar bastante daño, era fácil de pilotar y tenía un buen desempeño. El Breguet 14 es considerado uno de los mejores aviones de la guerra.

## Diseño y desarrollos
La aeronave (originalmente denominada Breguet AV Tipo XIV)  fue diseñada por Louis Breguet, quien voló el primer prototipo, acompañado del ingeniero jefe de la compañía, Louis Vullierme en su primer vuelo el 21 de noviembre de 1916. Las letras AV de la designación del prototipo correspondían a Avant, e indicaban que el motor Renault de 12 cilindros recién desarrollado iba situado en la parte delantera del avión, contrariamente a las preferencias de la Section Technique de l'Aéronautique.. Aunque de líneas poco aerodinámicas, el Tipo 14 (las cifras romanas fueron abandonadas al cabo de poco tiempo) era enormemente práctico y duro. Las alas angulares y el fuselaje estaban construidos a base de duraluminio, acero y madera, y recubiertos de tela, con alerones tanto en el plano superior como en el inferior. El piloto y el observador/artillero se sentaban muy próximos en cabinas abiertas dispuestas en tándem. Se instaló un robusto tren de aterrizaje de eje transversal, y el motor Renault, que disponía de un radiador rectangular frontal, dio buenos resultados.
Después de la evaluación realizada en febrero de 1917 las autoridades francesas quedaron favorablemente impresionadas, hasta el punto de efectuar un pedido inicial el 6 de marzo de 1917; se ordenaron 150 aviones de reconocimiento (categoría A.2). A finales de ese año los pedidos totalizaban 2650 unidades, y el modelo se construía en versiones de reconocimiento y bombardeo por la propia Breguet y por otras cinco empresas, al menos, bajo licencia.
La versión de reconocimiento Bre.14 A.2 se hallaba equipada con una cámara, un transmisor de radio y soportes para cuatro bombas ligeras. El prototipo de bombardero, pilotado en pruebas durante la primavera de 1917, disponía de flaps y de alerones en el plano inferior, y tenía mayor envergadura comparado con la versión A.2 de reconocimiento. En los laterales de la cabina del observador se incorporaron paneles transparentes; y en una pequeña extensión frontal del borde de ataque del plano inferior, a cada lado del fuselaje, se instalaron soportes para bombas Michelin , evitando así que interfiriesen la operación de los flaps de borde de fuga. Ambas versiones disponían de paneles del piso deslizables para la observación hacia abajo en las cabinas del piloto y del observador.
El Bre.14 A.2 fue la primera versión que apareció, empezando a sustituir a lo largo del verano de 1917 al obsoleto Sopwith 1 ½-Strutter. El tipo equipó a una serie de escadrilles muy conocidas, tales como la 11.ª, 35.ª y 227.ª, así como a muchas destinadas con los regimientos de artillería pesada del Ejército francés, conocidas con el nombre de Section Artillerie Lourde. Los Bre.14 B.2 realizaron muchas incursiones diurnas en formaciones masivas, penetrando muy profundamente en las líneas alemanas.
En 1918, en un intento por mejorar el control lateral, se introdujeron alerones compensados. Al mismo tiempo, se incrementó la envergadura del plano inferior del Bre.14 B.2 y se revisaba la forma de las puntas alares. Se eliminaron los flaps de borde de fuga del plano inferior del Bre.14 B.2, con lo que ya no fue necesaria la extensión original del borde de ataque que albergaba los soportes de bombas Michelin, que fueron sustituidos por otros soportes para bombas de mejor diseño.
El motor Renault 12F había sido desarrollado para alcanzar, con toda fiabilidad, los 300 cv, pero se probaron toda una serie de plantas motrices alternativas, y algunas de ellas se montaron en las series de producción, por ejemplo el motor Renault 12K de 400 cv, el Fiat A.12bis de 300 cv, y el Liberty de 400 cv. Se hicieron planes para construir un cierto número de Breguet 14 propulsados por motores Fiat y Liberty, que debían entrar a prestar servicio en 1919, pero el proyecto se abandonó al concluir las hostilidades con el armisticio de noviembre de 1918. 
Entre otras versiones de la época bélica de este modelo cabe citar el bombardero monoplaza Breguet 14 B.1, que no llegó a construirse en serie el Breguet 14GR.2, avión de reconocimiento de largo alcance, el 14.H un hidroavión, el avión ambulancia Bre.14S. En 1917 se había utilizado experimentalmente un Breguet 14 para la evacuación rápida de las bajas desde justo detrás de la línea del frente, y al año siguiente operaban en el frente del Aisne cuatro Bre.14S y,  el 14 E.2 avión de entrenamiento. Versiones posteriores 14bis A2 y 14bis B2 mostraban alas mejoradas. Una versión mejorada con alas más grandes fue el Breguet 16. También se desarrolló una versión caza biplaza conocida como el Breguet 17, la que fue construida en pequeñas cantidades.

## Servicio operacional
Luego de la exitosa disposición de la aeronave hecha por los franceses, el modelo fue también solicitado por el Ejército Belga (40 aeronaves), y por el United States Army Air Service (USAAF) –Servicio Aéreo del Ejército de los Estados Unidos– (más de 600 aeronaves). Alrededor de la mitad de las aeronaves solicitadas por norteamericanos y belgas fueron acondicionadas con motores Fiat A.12 debido a la escasez del motor original, el Renault 12F. 
En el momento de finalizar la contienda el Breguet 14 equipaba las 15 escadrilles de la Brigade de Bombardement, mientras que los Bre.14 A.2 equipaban 12 escadrilles de la Aviation des Corps d'Armées. Las cinco divisiones independientes del Ejército disponían cada una de una escadrille de Bre.14 A.2. Se destinaron en total 27 escadrilles SAL de Bre.14 A.2 a los regimientos de artillería pesada.
A finales de 1918, el Breguet 14 prestó servicio en 14 escadrilles en Grecia, Servia y el Oriente Medio, pero fue en el Imperio francés de ultramar donde consiguió gran renombre. La versión empleada en las colonias lejanas fue el Breguet 14 TOE (Théâtres des Operations Extérieures). En total, hasta diciembre de 1918 se construyeron 5300 Breguet 14. Tres escadrilles de Breguet 14 A.2 y seis de Breguet 14 B.2 formaron parte de las fuerzas de ocupación francesas, la Armée du Rhin, que tenía su base desde 1919 en la zona más occidental de Alemania. Otros Breguet 14 apoyaron a las fuerzas de intervención francesas durante la Guerra Civil Rusa que tuvo lugar después de la Revolución rusa de octubre de 1917.
En 1921 se construyó una pequeña cantidad de Breguet 14 con motor Fiat, y 24 Bre.14 A.2 se entregaron al 34º Regiment d'Aviation con base en Le Bourget provistos de motor Renault 12FeR.
Con las fuerzas francesas este avión representó un papel muy activo en las sangrientas represiones a raíz de los frecuentes levantamientos contra los insurgentes sirios y marroquíes desarrolladas a lo largo de los años veinte; la guerra contra los rebeldes marroquíes no acabaría hasta 1934. Ocho escadrilles operaban en Siria con el Bre.14 A.2, y las 10 escadrilles de Breguet del 37.º Régiment d'Aviation de Marruecos, transportadas allí en 1922, fueron ampliadas en 1925 con cuatro unidades más de Bre.14 B.2. En la misma época España envuelta también en una violenta lucha en su propio sector de Marruecos, utilizaba cuatro escuadrones equipados con Breguet 14 en 1922, complementados en 1923 con 40 Bre.14 más.
En septiembre de 1926 se encontraban en servicio en el Marruecos francés 301 Breguet 14 A.2, más una cierta cantidad de bombarderos Bre.14 B.2. Se añadieron a ellos 52 aparatos de la variante Breguet 14T bis Sanitaire (ambulancia). Francia había continuado utilizando las ambulancias aéreas para la evacuación de heridos en primera línea, y se construyó esta versión del Breguet 14T bis civil en ciertas cantidades, para prestar servicio en ultramar.
El United States Air Service en Francia, que en 1918 utilizó el Breguet 14 en sus squadrons de bombardeo diurno, también adquirió cierto número de entrenadores Bre.14 Et.2.
El Breguet 14 continuó sirviendo en escala considerable a lo largo de los años veinte con la Aéronautique Militaire francesa en misiones de entrenamiento y los últimos ejemplares fueron retirados del servicio militar francés en 1932.
El Breguet 14 fue ampliamente exportado y formó parte del equipo de posguerra de las Fuerzas Aéreas de Bélgica, Brasil (30), China (70), Checoslovaquia (10), Dinamarca, España, Finlandia (38), Grecia, Japón, Portugal, Rumania, Siam, Uruguay (09) y Yugoslavia. La Fuerza Aérea de Polonia utilizó 158 unidades Breguet 14, alrededor de 70 de ellas fueron usadas en combate en la Guerra Ruso-Polaca. En Japón, los Breguet 14 fueron construidos bajo licencia por Nakajima.
Dada esta proliferación de pedidos, no resulta sorprendente que la producción de los Breguet 14 A.2 y B.2 llegara a totalizar 2500 ejemplares entre 1919 y 1928. (En el presupuesto francés de 1925 estaba prevista la adquisición de 376 Bre.14 A.2 y 95 Bre.14T bis (ambulancias). Los fabricaban no menos de 19 firmas diferentes, además de Breguet. Una cierta cantidad de Breguet pedidos para sostener a la industria aeronáutica francesa, efectuaron su vuelo de prueba y luego fueron almacenados hasta que, por fin, se los desguazó.
Además de sus hazañas militares, el Breguet 14 realizó una cantidad de destacados vuelos de larga distancia durante el periodo inmediatamente posterior a la I Guerra Mundial. En enero de 1919 el capitán François Coli y el teniente Henri Roget llevaron a cabo un doble cruce del Mediterráneo sobre una distancia total de 1600 km. El 5 de abril del mismo año el teniente Roget voló desde Lyon a Roma y de regreso a Niza, para establecer luego, junto con Coli, un nuevo récord francés de larga distancia, con 1900 km entre Le Bourget y Kenitra (Marruecos).
Después de la guerra, Breguet también empezó a manufacturar versiones civiles de transporte. El Breguet 14 T.2 Salon llevaba dos pasajeros en un fuselaje especialmente modificado. Una versión mejorada de este modelo fue el 14T bis manufacturado tanto como avión convencional e hidroavión. El 14T bis también formó la base para el desarrollo de una ambulancia aérea mejorada, y 100 aviones para correo construidas especialmente para la novata aerolínea de Pierre Latécoère, Lignes Aériennes Latécoère. Uno de los Breguet XIV de las Lignes Latécoère Luego de cambiar el nombre a CGEA, la aerolínea utilizó entre otras unos 106 Breguet 14 para vuelos sobre el desierto del Sahara. Cuando la producción finalmente cesó en 1928, el total de todas las versiones construidas había alcanzado las 7800 unidades (de acuerdo a otras fuentes 8000 o tal vez 8370).

## Variantes
Breguet 14 T.2 Salon
esta conversión civil del Breguet 14, que realizó su primer vuelo en 1919, conservaba la cabina trasera para el piloto, mientras que la sección delantera del fuselaje había sido profundizada para dar sitio a una cabina con dos plazas, y tenía una portezuela de acceso a estribor; un cierto número de ejemplares de esta versión fue utilizado por la C.M.A. (Compagnie des Messageries Aériennes) en rutas interiores (incluyendo enlaces a Londres y Bruselas) junto con el Breguet 14 corriente provisto de paneles subalares para el servicio de correo.
Breguet 14T bis
esta versión apareció en 1921 y tenía una cabina muy mejorada con cuatro ventanillas de cada lado y cuatro ojos de buey en la superficie superior; el combustible iba en depósitos aerodinámicos situados uno a cada lado, debajo del plano superior, hacia el interior del conjunto de montantes interplanos, la cabina ocupaba el espacio donde antes se hallaban la cabina delantera y los depósitos de combustible del fuselaje. Las Lignes Aériennes Latécoère utilizaban más de 100 Breguet 14 a comienzos de la década de 1920, la mayoría de ellos en versiones Bre. 14T bis; fueron empleados en las rutas pioneras de la compañía a Toulouse, ciudad a la que conectaron con Barcelona y, más tarde con Dakar, en el África Occidental Francesa, a través del Mediterráneo. La Aéronautique Maritime había probado el Breguet 14 militar, provisto de dos flotadores, o un gran flotador central y dos flotadores de punta alar; se cree que la utilización de los hidroaviones Bre.14 en el servicio se limitó a unos pocos Bre.14T bis, que hicieron las veces de ambulancias en los territorios coloniales; cinco hidroaviones civiles Bre.14T fueron empleados durante varios años en la Guayana Francesa.

## Operadores
- Argentina: Sociedad Rioplatense de Aviación, Aeroposta Argentina

- Bélgica

- Brasil

- República de China

- Checoslovaquia

- Dinamarca

- El Salvador: Sólo una aeronave.

- España

- Estados Unidos

- Finlandia

- Francia

- Grecia

- Guatemala

- Imperio del Japón

- Lituania: 2 aeronaves.

- Irán Persia: 2 aeronaves.

- Polonia

- Portugal

- Rumania

- Serbia

- Tailandia

- Suecia: 1 aeronave.

- Turquía

- Unión Soviética

- Uruguay Uruguay

- Venezuela

- Reino de Yugoslavia

## Especificaciones (Breguet 14 B.2)

Breguet 14 B.2

### Características generales
- Tripulación: Dos, piloto y observador
- Longitud: 8,87 m
- Envergadura: 14,36 m
- Altura: 3,30 m
- Área del ala: 47,50 m²
- Peso vacío: 1010 kg
- Máximo peso de despegue: 1536 kg
- Motor: 1 x Renault 12F, de 224 kW (300 hp)

### Prestaciones
- Velocidad máxima: 175 km/h (109 mph, 95 nudos)
- Rango: 900 km  560 millas
- Techo operativo: 6000 m
- Rango de ascenso: 292 m/min
- Carga del ala: 32 kg/m²

### Armamento
- 1 x Ametralladora Vickers fija cal. 7,7 mm
- 2 x Ametralladora Lewis móvil de 0.303 in (7,7 mm) operada por el observador
- 300 kg en bombas

### Desarrollos relacionados
- Breguet 16
- Breguet 17

Secuencia:
Breguet 5 – Breguet 6 – Breguet 12 – Breguet 14 – Breguet 16 – Breguet 17 – Breguet 19

### Aeronaves similares
- Airco DH.4
- Airco DH.9
- Salsom 2

### Listas relacionadas
- Anexo:Aeronaves históricas del Ejército del Aire de España
- Anexo:Lista de biplanos